# Autoriteit Online Terroristisch en Kinderpornografisch Materiaal
De Autoriteit online Terroristisch en Kinderpornografisch Materiaal (afgekort ATKM) is een in 2023 opgericht zelfstandig bestuursorgaan en toezichthouder op rijksniveau, met als doel in Nederland de naleving van wetgeving op dit vlak te waarborgen, de verspreiding van dergelijk materiaal tegen te gaan en om te zorgen voor een snelle verwijdering ervan.

## Geschiedenis
De EU heeft in 2021 een verordening afgekondigd die hostingdiensten verplicht om terroristische inhoud snel te verwijderen of de toegang te blokkeren, met strikte termijnen voor naleving. Ook autoriteiten krijgen de bevoegdheid om verwijderingsbevelen uit te vaardigen en moeten de naleving monitoren, met waarborgen voor rechtsmiddelen en bescherming van grondrechten.
EU-verordeningen worden nadat ze zijn aangenomen door nationale wetgevers geïmplementeerd, in Nederland werd hiervoor een wet aangenomen die aanleiding gaf tot de oprichting van de ATKM, geldend vanaf 1 september 2023. Toezicht in het kader van de vanaf 1 juli 2024 geldende Wet bestuurlijke aanpak online kinderpornografisch materiaal is ook bij de ATKM ondergebracht.
De bestuursvoorzitter bij oprichting was Arda Gerkens, zij vervulde die functie daarvoor bij Offlimits, het expertisebureau Online Kindermisbruik.

## Organisatie
Het bestuur van de ATKM kent drie leden en wordt voorgezeten door Arda Gerkens. Het bestuur wordt voorgedragen door de minister van Justitie en Veiligheid. De raad van advies is samengesteld uit leden met kennis over ICT en internet, markttoezicht en bestuur- en grondrechten: Lousewies van der Laan, (voorzitter), Bert Hubert, Annetje Ottow, Ton van den Brand en Kirsten Verdel.
De ATKM had aan het einde van het oprichtingsjaar een equivalent van 34 mensen full-time in dienst. Ze hebben een postadres in Rotterdam.